# Campeonato de Humoristas
Campeonato de Humoristas é um programa humorístico exibido pelo SBT. Teve sua estreia no dia 6 de março de 2010, sábado, às 19h, após o Roda a Roda. o programa tem como objetivo encontrar novos Humoristas.